# Erik Pontoppidan
Pour les articles homonymes, voir Pontoppidan.
Erik Pontoppidan, né le 24 août 1698 à Århus (Danemark) et mort le 20 décembre 1764 à Bergen, est un théologien et un érudit danois au savoir encyclopédique. Si l’essentiel de son œuvre est théologique, il publie de nombreux travaux dans différents domaines : la zoologie où il décrit plusieurs espèces nouvelles, la géographie et la topographie, où il publie le premier atlas du Danemark et de la Norvège, l'histoire et l'ethnographie. Il est évêque luthérien de Bjørgvin-Bergen (Norvège), de 1747 à 1757. Son influence dans le domaine religieux, qui va dans le sens du piétisme, est significative à son époque au Danemark, et particulièrement durable en Norvège.

## Biographie
Erik Ludvigsen Pontoppidan est né le 24 août 1698 à Århus. Très tôt orphelin, il est confié à un parent éloigné, le juge D.C. Braes à Kokkedal. Mais il est abusé par un précepteur et, en 1709, il est envoyé à l'école latine d'Århus, puis, en 1710, à Fredericia, où il habite chez son demi-frère, le pasteur Henrik Pontoppidan qui, lorsqu’il ne peut plus assumer la scolarité du garçon en 1713, le place à son tour chez le pasteur Ove Guldberg à Barrit, ville côtière du Jutland central non loin de la ville de Vejle. En 1715, Erik Pontoppidan retourne à l'école Fredericia, devient étudiant en théologie en 1716, et obtient son diplôme en 1718. Initialement assez peu religieux, il connaît néanmoins une série d’expériences religieuses qui le conduisent à approfondir sa foi. Il lit en particulier des livres réformés d’origine française qui le poussent à faire un examen de conscience. En 1719-2020, il est précepteur à Kristiania (Oslo) et voyage avec son élève Claus Huitfeldt en Hollande et en Angleterre. Pendant son séjour à Utrecht, il rencontre le théologien réformé influent Friedrich Adolph Lampe, dont la pensée théologique, qui associe piétisme et calvinisme, influence Pontoppidan.
En 1721, il est nommé précepteur de Frédéric-Charles, qui devint duc de Holstein-Plön en 1722. Erik Pontoppidan devient alors, en 1723, aumônier ducal et le prédicateur de la cour au château de Nordborg (en), où il prêche le matin. Il est en même temps diacre dans la ville de Nordborg où il prêche l’après-midi. Il est alors en contact avec le piétisme allemand. En 1726, il est nommé, grâce au patronage du duc, au poste de pasteur de Havnbjerg (da), village proche de Nordborg sur l’île d’Als, où il demeure de 1726 à 1734. Il publie alors ses premiers écrits théologiques, dans lesquels il prend la défense du piétisme contre l'orthodoxie luthérienne. En même temps, ses premières œuvres topographiques et historiques paraissent. 
Le roi Christian VI, qui et lui-même piétiste, le nomme pasteur à Hillerød en 1734 et la même année comme prédicateur de la cour au château de Frederiksborg à Hillerød. 
En 1737, le roi lui passe commande d’un commentaire explicatif du petit catéchisme de Martin Luther et d’un recueil de cantiques. Le premier ouvrage paraît en 1737 sous le titre Sandhed Til Gudfrygtighed (littéralement "la vérité sur la crainte de Dieu") et est immédiatement traduit en allemand et le second en 1740. Ces deux livres propagent le piétisme dans le Schleswig-Holstein, au Danemark et, de manière particulièrement durable, en Norvège. En outre, Pontoppidan publie des œuvres historiques et un roman.
Après la mort du roi Christian VI en 1746, Pontoppidan est nommé, en 1747, évêque du diocèse de Bjørgvin, diocèse dont le siège épiscopal est la cathédrale de Bergen. Dans ces fonctions, il met l’accent sur l’éducation et la formation. Il fonde le Seminarium Fredericianum en 1752, collège dans lequel les matières scientifiques et les langues vivantes sont au premier plan. Il publie à cette époque son Glossaire Norvagicumes (1749), qui est l'un des premiers dictionnaires danois-norvégien, et son histoire naturelle de la Norvège (förste Forsøg paa Norges, en deux volumes parus en 1752 et 1753, qui pose les bases de la recherche sur la flore et la faune norvégiennes.
Nommé chancelier de l'Université, Pontoppidan revient à Copenhague en 1755. Son travail scientifique au cours de la période qui va de son retour à Copenhague jusqu'à sa mort est consacré à la fois à la géographie et à la topographie (il publie par exemple son atlas, Den Danske Atlas, en 1763-1764) et à la théologie.

## Convictions théologiques et controverses
Sans avoir connu une expérience de conversion spirituelle au sens propre, Erik Pontoppidan n'avait aucun doute quant à son appel par Dieu. Au cours de ses contacts avec le piétisme réformé et sa morale stricte, il avait développé des conceptions qui en faisaient un partenaire spirituel du piétisme, sans qu'il soit lui-même entièrement d'accord avec toutes les idées piétistes. Pour lui "l'orthodoxie morte" était insuffisante pour le salut, et sa prédication visait le repentir et le changement personnel, ce qui n'avait a priori rien d'hétérodoxe par rapport à la doctrine luthérienne. Il approuvait les lectures de la Bible et les visites à domicile, et il avait établi une convention du clergé pour que les pasteurs se réunissent pour échanger sur des sujets pastoraux et améliorer la qualité de leur travail. 
Ces vues théologiques furent néanmoins suffisantes pour que Pontoppidan soit qualifié de piétiste et pour qu'il se fasse à ce titre plusieurs ennemis, dont le pasteur de Nordborg, H.C. Brandt. Celui-ci déclencha une vive controverse à l'encontre d'Erik Pontoppidan, et exigea de lui qu'il déclare sa fidélité à la foi luthérienne. En 1726, Pontoppidan publia un petit ouvrage pédagogique sous le titre Dialogus; oder Unterredung Severi, Sinceri, und Simplicis von der Religion ("Dialogue, ou entretien au sujet de la religion, entre Severus, Sincerus et Simplicus"), suivi en 1727 de son "Miroir lumineux de la foi, dans lequel sont présentées les caractéristiques des enfants de Dieu" (Heller Glaubens-Spiegel, in welchem die Kennzeichen der Kinder Gottes vorgestellt werden, un livre de dévotion qui puise à de nombreuses sources : Theophil Großgebauer (de), divers ouvrages piétistes, d'autres réformés - en particulier de disciples de Friedrich Adolph Lampe et des écrits de dissidents anglais. Le premier ouvrage se présente comme une discussion sur la religion et la pureté de l'enseignement entre 3 personnages : Severus, un prédicateur pseudo-orthodoxe, Sincerus, un secrétaire de la ville, et Simplicius, un simple citoyen. Sous cette forme conversationnelle, Erik Pontoppidan veut expliciter ce qui caractérise la foi vraie, sincère et personnelle. Mais tout le monde reconnaissait H.C. Brandt sous les traits de Severus... Le conflit fut apaisé en partie en 1728 lorsque Pontoppidan souscrivit à une obligation d'enseignement de tous les textes doctrinaux (y compris la formule de concorde orthodoxe) dans la mesure où ceux-ci ne contrevenaient pas aux Saintes Écritures. Il s'agissait d'un compromis conditionnel qui, sans nuire à Pontoppidan, ne profitait guère à Brandt. La dispute n'a été finalement aplanie que lorsque Erik Pontoppidan, contraint par les circonstances, s'est excusé pour la publication du livre.

## Influence
Son explication du catéchisme de l’Église du Danemark, parue en 1737, a fortement influencé la pensée religieuse dans un sens piétiste au Danemark et surtout en Norvège, où sa doctrine rencontre moins d'opposition. L'ouvrage compte plus de 40 rééditions avant 1800. Sa dernière édition norvégienne a été imprimée à Oslo en 1964 et une traduction en langue féroïenne l'a été en 1974. 
Il laisse un atlas du Danemark (Den Danske Atlas) en deux volumes (parus en 1763-1764) qui sera complété par son beau-frère, le procureur Hans de Hofman (da). Sa description topographique de l'ensemble du pays en fait le précurseur de Jens Peter Trap (en) (1810 - 1885) et de son œuvre magistrale "Trap Danmark".
En zoologie, il a décrit plusieurs espèces nouvelles et est l’ami de Morten Thrane Brünnich (1737-1827), considéré comme le fondateur de la zoologie danoise.
Dans son Histoire naturelle de la Norvège, il décrit et soutient la thèse de l'existence du dragon légendaire kraken et des sirènes.
Sur la base de ses visites pastorales à domicile, Erik Pontoppidan a consigné les superstitions, les coutumes et la manière de parler du peuple. Les fruits de ces observations de terrain ont été publiés sous le titre Everriculum fermenti veteris (1736) et Mauvais proverbes (1739). La recherche folkloriste et ethnographique a bénéficié de cette matière bien que l'intention de l'auteur ait été de combattre la superstition et l'incrédulité. 
Dans le domaine historique, Erik Pontoppidan publie en 1729 une petite description topographique de Copenhague, Memoria Hafniæ, pour préserver les souvenirs de la vieille ville, dont une grande partie avait été réduite en cendres l'année précédente. En 1730, a suivi un examen plus détaillé du royaume et du Schleswig, Theatrum Daniæ veteris et modernæ, et en 1734, son Histoire condensée de la Réformation de l’Église danoise (Kurzgefaßte Reformations-Historie der dänischen Kirche), un avant-goût de l'histoire complète de l'église danoise pour laquelle il avait commencé à rassembler des documents. Il a publié ces livres en allemand dans le but d'éclairer les lecteurs étrangers sur l'histoire danoise.

## Hommage
Il est l'un des 18 Danois méritants dont le nom est gravé sur le mémorial de la colline de Skamlingsbanken (en).

## Liste partielle des publications
- (de) Dialogus; oder Unterredung Severi, Sinceri, und Simplicis von der Religion ("Dialogue, ou entretien au sujet de la religion, entre Severus, Sincerus et Simplicus"), 1726.
- (de) Reinheit der Lehre (Pureté de la doctrine), 1726.
- (de) Heller Glaubensspiegel in welchem die Kennzeichen der Kinder Gottes vorgestellt werden ("Miroir lumineux de la foi, dans lequel sont présentées les caractéristiques des enfants de Dieu"), Francfort et Leipzig, 1727.
- (la) Theatrum Daniae veteris et modernae (Présentation du Danemark ancien et moderne), Brême, 1730.
- (de) Kurzgefaßte Reformations-Historie der dänischen Kirche ("Histoire condensée de la Réformation de l’Église danoise"), Lübeck, 1734.
- (da) Kort Forestilling af de store Velgierninger. ("Brève description des grandes circonscriptions"), Copenhague, 1736.
- (la) Marmora Danica selectiora sive Inscriptionum Fasciculus (Marbres danois choisis, ou recueil d'inscriptions qui se trouvent au Danemark"), Copenhague, 1739-1741.
- (da) Troens Speyl, Forestillende Guds Børns Kiende-Tegn ("Le miroir de la foi, présentant le signe à quoi l'on reconnaît les enfants de Dieu"), Copenhague, 1740.
- (la) Gesta et vestigia Danorum extra Daniam ("Hauts faits et vestiges danois en dehors du Danemark"), Preuss, Leipzig, Copenhague, 1740/1741.
- (la) Annales ecclesiæ danicæ diplomatici ("Histoire des diplomates de l'Église danoise"), Möller, Copenhague, 1741-1752.
- (de) Ein paar erweckliche Predigten vom Elend des irdischen Lebens und wie demselben möge geholfen werden. ("Quelques sermons révélateurs sur la misère de la vie terrestre et comment y remédier"), Kothert, Bergen, 1749.
- (la) Glossarium norvagicum ("Glossaire norvégien"), Kothert, Bergen, 1749.
- (da) Det forste Forsorg paa Norges Naturlige Historie ("Premier essai d'histoire naturelle de la Norvège"), Copenhague, 1752.
- (de) Versuch einer natürlichen Historie von Norwegen. ("Essai d'histoire naturelle de la Norvège"), Mumme, Copenhague, Flensburg 1753-69.
- (de) Erbauliche Hirtenbriefe, welche er an die Priesterschaft des Bergischen Stifts geschrieben. ("Lettres pastorales édifiantes, écrites au corps pastoral du diocèse de Bergen"), Berger & Boedner, Rostock 1754.
- Menoza. Copenhague, 1754.
- (en) The natural history of Norway ("Histoire naturelle de la Norvège"), Linde, London 1755.
- (de) Erich Pontoppidans unvorgreifliche Bedenken über die natürliche Ursache der vielen und starken Erdbeben und des ungewöhnlichen Wetters, welches man seit einiger Zeit sowohl in als außer Europa vernommen hat, ("Réflexions sans préjugés d'Eric Pontoppidan sur la cause naturelle des nombreux et forts tremblements de terre et des événements climatiques inhabituels dont on entend parler depuis un certain temps en Europe et en dehors"), Pelt, Copenhague, 1757.
- (de) Erich Pontoppidans Kraft der Wahrheit, den atheistischen und naturalistischen Unglauben zu besiegen ("La force de la vérité d'Erich Pontoppidan pour vaincre l'incrédulité athée et naturaliste"), Pelt, Copenhague, 1759.
- (da) Eutropii Philadelphi Oeconomiske Balance ("L'équilibre économique d'Eutrope Philadelphe, ou, estimations inoubliables de la richesse naturelle et civile du Danemark"), Godiche, Copenhague 1759.
- (de) Menoza, welcher die Welt umhergezogen, Christen zu suchen ("Menoza, un prince asiatique qui a sillonné le monde à la recherche de chrétiens"), Copenhague, 1759.
- (da) Sannleiki Gudhraedslunnar ("La vérité de la piété"), 1759.
- (da) Origines Hafnienses eller den kongelige Residentz-Stad Kiøbenhavn, forestillet i sin oprindelige Tilstand ("La Copenhague originelle ou la ville de résidence royale de Copenhague, représentée dans son état d'origine"), Godiche, Kopenhagen 1760.
- (da) Den Danske Atlas eller Konge-Riget Dannemark ("L'Atlas danois ou le Royaume de Danemark"), Copenhague, 1763-1781.
- (de) Erich Pontoppidans kurzgefaßte Nachrichten, die Naturhistorie in Dänemark betreffend ("Les brèves nouvelles d'Erich Pontoppidan concernant l'histoire naturelle du Danemark"), Rothe & Profft, Copenhague, 1765 (parution post mortem).
- (de) Erich Pondoppidans schrift- und vernunftmäßige Abhandlung von der Unsterblichkeit menschlicher Seelen, von deren Befinden in dem Tode, von deren Zustand gleich nach dem Tode, bis an das jüngste Gericht. ("Le traité écrit et rationnel d'Erich Pondoppidan sur l'immortalité des âmes humaines, sur leur condition dans la mort depuis leur état immédiatement après la mort jusqu'au Jugement dernier"), Rothe, Copenhague, 1766 (parution post mortem).

## Espèces décrites
- Oiseaux
  - Goéland argenté Larus argentatus

- Insectes
  - Trox hispidus Pontoppidan, 1763

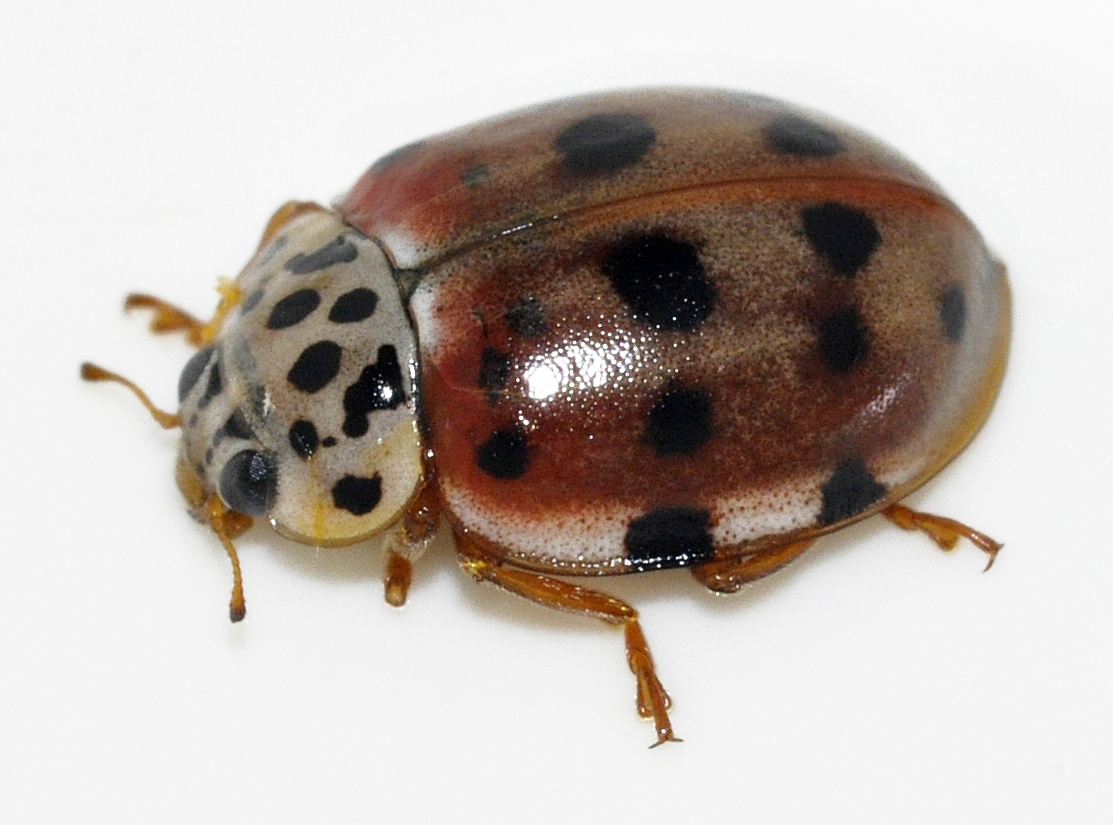
Harmonia quadripunctata.

  - Harmonia quadripunctata (Pontoppidan, 1763)
  - Anchomenus dorsalis (Pontoppidan, 1763)
  - Hydaticus transversalis (Pontoppidan, 1763)
  - Hydaticus transversalis transversalis (Pontoppidan, 1763)
  - Gelis apterus (Pontoppidan, 1763)
  - Longitarsus quadriguttatus Pontoppidan, 1765